# Africanews
Az Africanews többnyelvű hírcsatorna, amelynek székhelye korábban a Kongói Köztársaságban, Pointe-Noire-ban volt. A koronavírus okozta költségvetési problémák arra kényszerítették a csatornát, hogy véglegesen áthelyezze működését egy kis szerkesztőségbe, a testvércsatorna, az Euronews székhelyére, a franciaországi Lyonba. A csatorna 2016. április 20-án kezdte meg online, valamint televízión és műholdon keresztül történő sugárzását. A szerkesztőségben 30 újságíró és körülbelül 55 technikai munkatárs dolgozik.

## Tartalom
Testvércsatornájához, az Euronews-hoz hasonlóan az Africanews is félóránként sugároz hír- és időjárási összefoglalókat.

## Nyelvek
Jelenleg a műsorokat angolul és franciául sugározzák - a képernyőn megjelenő grafikák és feliratok többsége kétnyelvű. A csatorna hamarosan szuahéli, arab, spanyol és portugál tartalmakat is tervez.

## Jelenlét

Az Africanews elérhetősége

A csatornát jelenleg 33 szubszaharai országban sugározzák, és 7,3 millió háztartás számára érhető el műholdas és földfelszíni televíziós hálózaton keresztül.

## Műsorok
- Good Morning Africa
- Daily News
- Prime Edition
- The Nightshift
- International Weekend
- This is Culture!
- Sci_Tech
- No|Comment
- Météo Africa / Météo World
- The Morning Call
- Business Africa
- Football Planet
- Focus
- The Global Conversation
- International Edition
- Markets
- Timeout Africa